# گرانیت

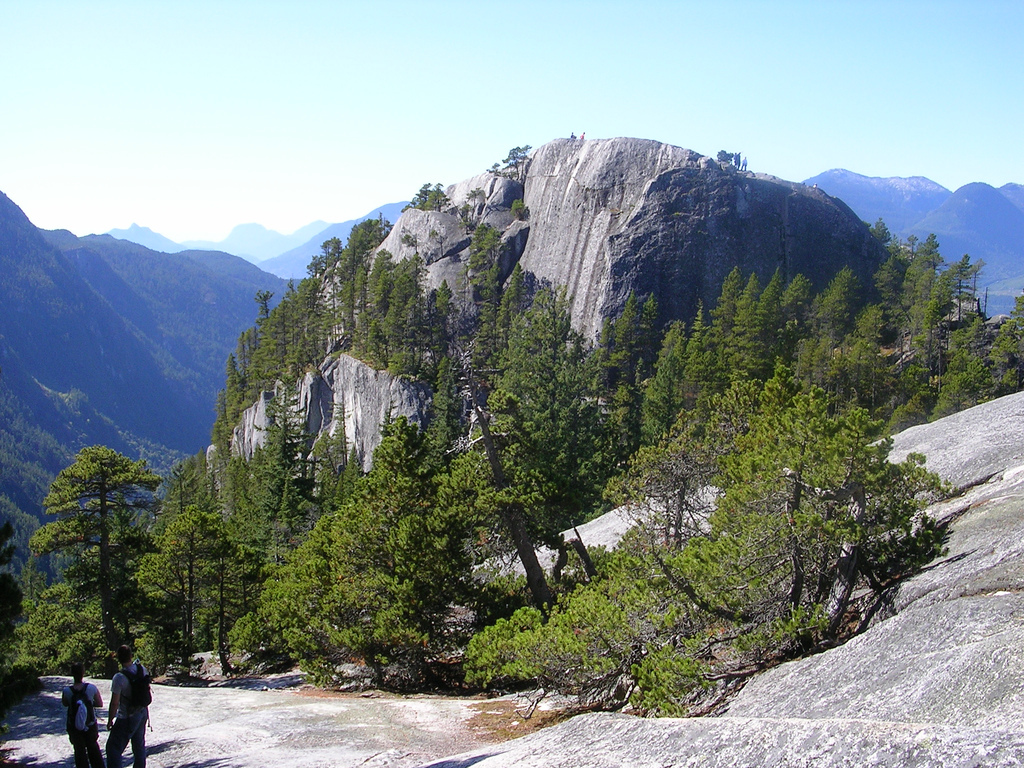
استاواموس چیف، تخته‌سنگی یک‌پارچه از جنس خارا در استان بریتیش کلمبیا در کانادا.

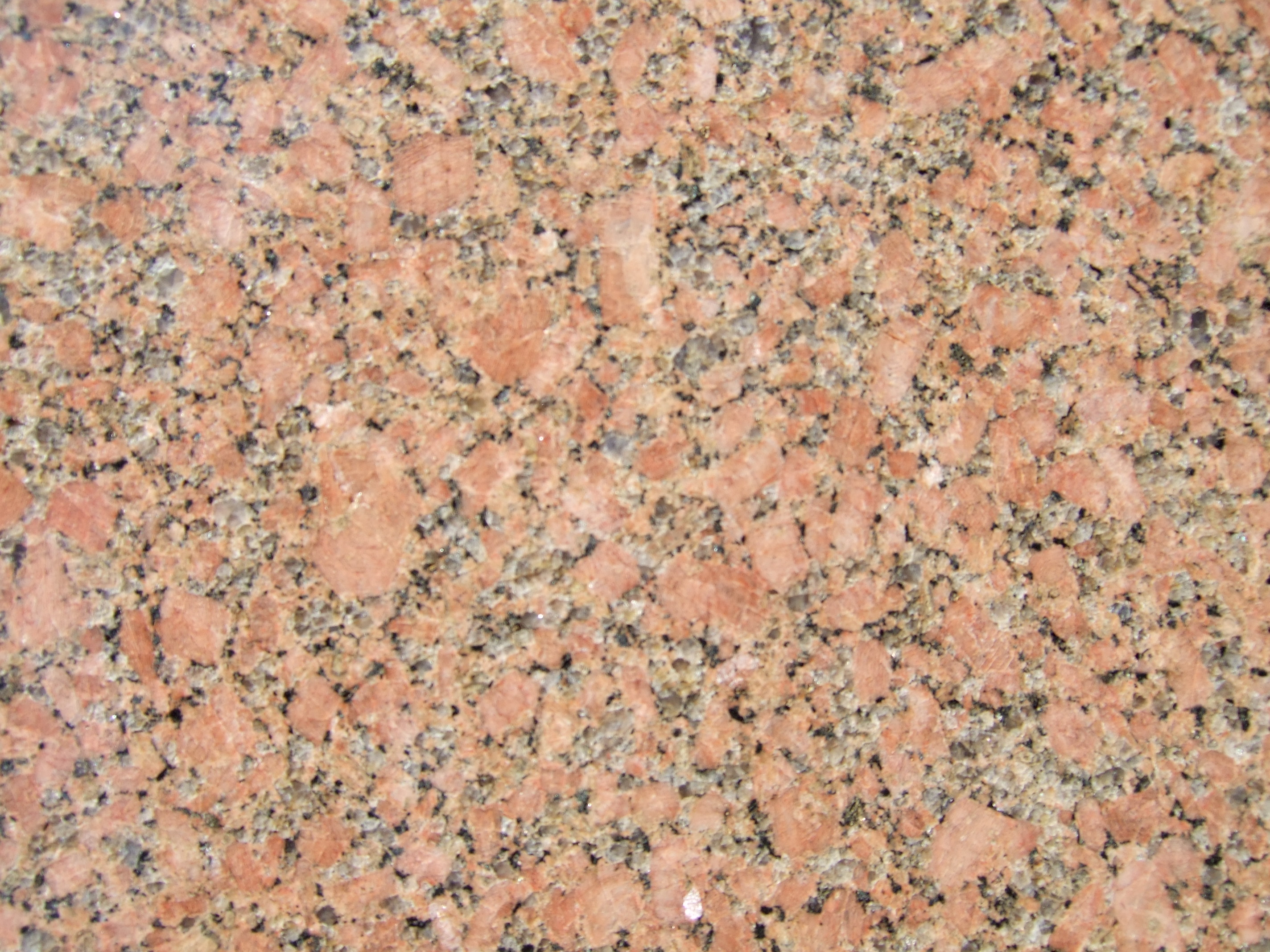
سنگ گرانیت

سنگ گرانیت یا سنگ خارا (به فرانسوی : granit؛ به لاتین: granum) به معنای «خرمنی از دانه‌های درشت رنگی» یکی از فراوان‌ترین سنگ‌های آذرین و از مستحکم‌ترین سنگ‌های ساختمانی است که از سردشدن تدریجی مواد مذاب به وجود می‌آید. ساختار تشکیل دهنده این سنگ عمدتاً بلور کانی‌های کوارتز،
فلدسپات و میکا است. ابعاد این بلورها به گونه ای است که به راحتی و با چشم قابل رویت است. چگالی این نوع سنگ نیز ۲٫۷۵ گرم بر سانتی مترمکعب است.
سنگ گرانیت پس از بازالت فروان‌ترین سنگ طبیعی در پوسته زمین است. این سنگ در سراسر دنیا به فراوانی یافت می‌شود و باتوجه به کانی‌های تشکیل دهنده رنگ‌های متنوعی دارد.

## چگونگی تشکیل سنگ گرانیت

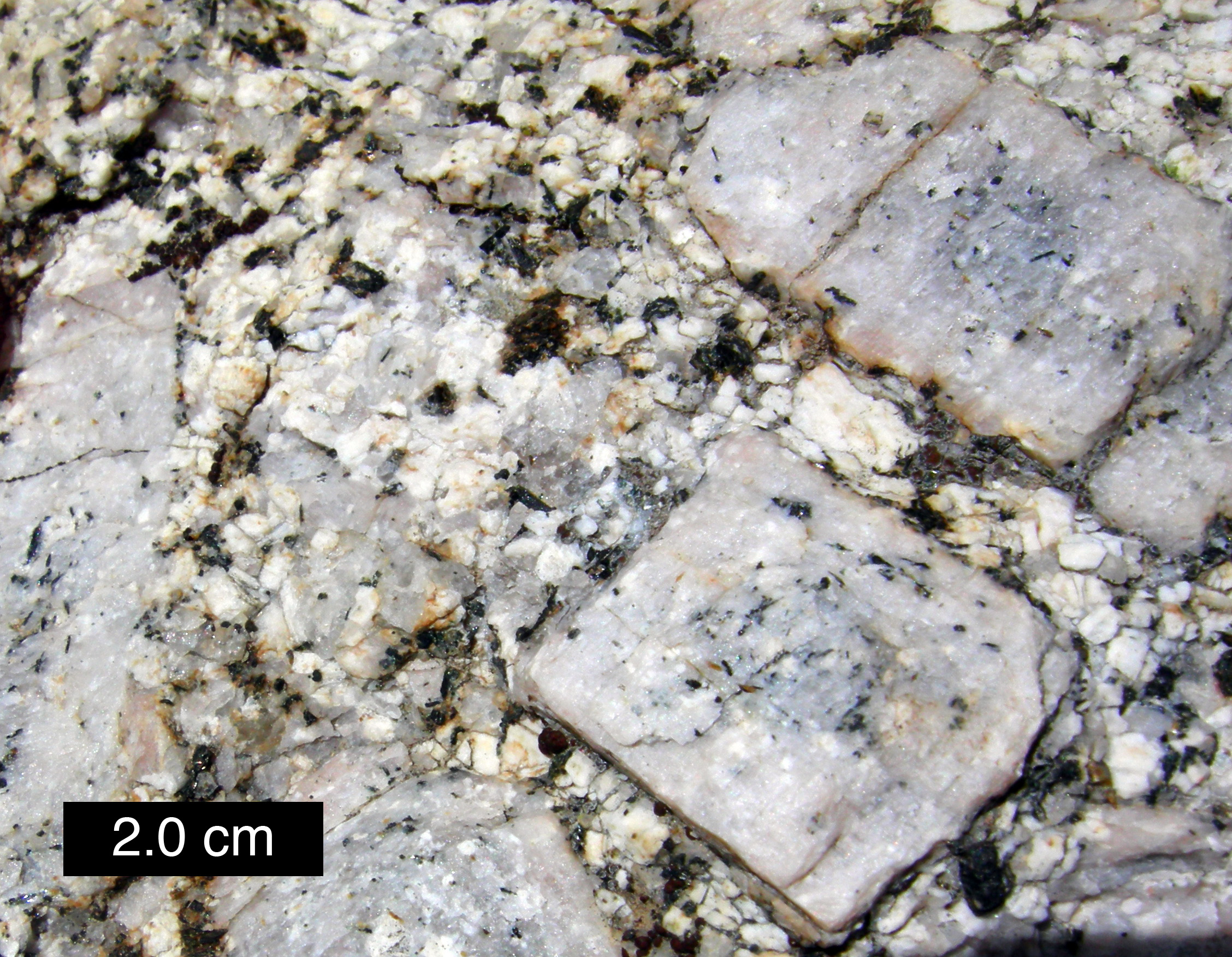
بلورهای فلدسپات پتاسیم در شرق سیرا نوادا، کالیفرنیا

گرانیت، سنگ آذرین درشت دانه ای است که از سرد شدن تدریجی ماگمای مذاب در نزدیکی سطح زمین تشکیل می‌شود. بلورهای سنگ گرانیت به گونه ای است که دانه‌های کوچک و بزرگ آن با چشم قابل مشاهده است. محل تشکیل این سنگ در رشته کوه‌هایی است که احتمال جابه‌جایی صفحات زمین وجود دارد، در این صورت ماگمای مذاب به سمت بالا آمده و با فرسایش و باد در معرض سرد شدن قرارگرفته و در نهایت سنگ گرانیت تشکیل می‌شود.
کانی‌های اصلی تشکیل دهنده سنگ گرانیت فلدسپات و کوارتز با مقادیر کمی از میکا و آمفیبول است. کوارتز ماده شفاف و بی‌رنگی است در صورتی که فلدسپات ممکن است خاکستری، سفید یا حتی صورتی هم باشد. براین اساس مهم‌ترین نقش در روشنی سنگ گرانیت را کانی کوارتز بر عهده دارد.

## معادن سنگ گرانیت
با توجه به فرایند تشکیل این سنگ می‌توان گفت سنگ گرانیت به‌طور گسترده از تعداد زیادی از معادن سراسر پوسته زمین قابل استخراج است که با توجه به ساختار و درصد کانی‌های موجود در آن دارای مشخصات ظاهری و تم رنگی متفاوتی است. حال از بزرگ‌ترین معادن استخراج سنگ گرانیت می‌توان به معادن موجود در کشورهای ایران، ایتالیا، برزیل، هند، چین، تایوان و… اشاره کرد. سنگ‌های استخراجی از هر یک از این معادن با یکدیگر متفاوت است. به عنوان مثال سنگ‌های گرانیت ایران عمدتاً به صورت درشت دانه از کوارتز شفاف و فلدسپات سفید تا صورتی تیره بوده و فاقد هر گونه رگه یا فسیل است. اما برخی از سنگ‌های گرانیت ایران مانند گرانیت جنگلی و تعداد زیادی از گرانیت‌های استخراجی کشورهای دیگر با این توصیف مطابقت ندارند و دارای ظاهری متفاوت اند.

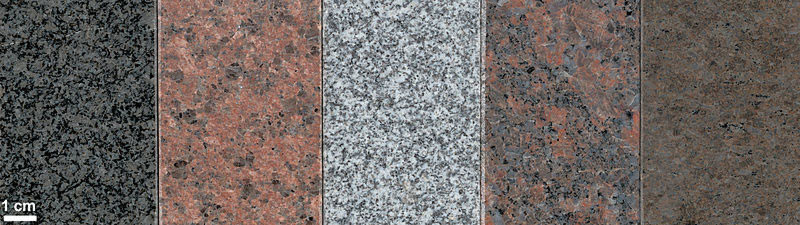
انواع سنگ گرانیت

### انواع سنگ گرانیت ایرانی
سنگ‌های گرانیت استخراج شده از معادن مختلف با توجه به ساختار تشکیل دهنده و نوع کانی‌های موجود در آن، دارای رنگ‌های مختلفی هستند. به عنوان مثال کوارتز معمولاً شفاف و خاکستری روشن است اما تم رنگی فلدسپات از سنگی به سنگ دیگر متفاوت است. سنگ‌های گرانیت ایران معمولاً دارای بافتی با دانه‌های درشت و با بلورهای روشن و تیره‌اند.
رنگ‌بندی گرانیت‌های ایرانی سفید، خاکستری، مشکی، قرمز و سبز است که از معادن واقع در شهرهای مختلف نطنز، زاهدان، خرمدره، یزد، بروجرد و… استخراج می‌شوند. تعدادی از سنگ‌های گرانیت بازار ایران عبارتند از:
1. سنگ گرانیت مشکی نطنز
2. سنگ گرانیت دانه اناری
3. گرانیت آبی فیروزه‌ای
4. سنگ گرانیت گل پنبه ای
5. سنگ گرانیت پرتقالی
6. سنگ گرانیت خرمدره
7. سنگ گرانیت سفید نطنز
8. سنگ گرانیت قرمز یزد
9. سنگ گرانیت سبز جنگلی
10. سنگ گرانیت نهبندان
11. سنگ گرانیت سفید بروجرد
12. سنگ گرانیت سفید زاهدان

### ویژگی‌های سنگ گرانیت
همان‌طور که بیان شد گرانیت از سرسخت‌ترین سنگ‌های ساختمانی است که مقاومت و استحکام چشمگیری دارد. علاوه بر این از آنجا که میزان تخلخل این سنگ برخلاف سنگ‌های آهکی تقریباً روبه صفر است، لذا از تراکم بالایی برخوردار بوده و در نتیجه وزن بالایی دارد. به گونه ای که چگالی این سنگ حدود ۲/۷۵ گرم بر سانتی‌متر مکعب است. یکی از مهم‌ترین معایب گرانیت نیز وزن بالای آن است. از طرفی از آنجا که سنگ توپر و بدون تخلخلی است چسبندگی آن به ملات کم بوده و احتمال جداشدن و سقوط آن وجود دارد؛ لذا بهتر است که از این سنگ در ارتفاعات و در نما استفاده نشود. درصورت تمایل به استفاده نیز برای نصب آن حتماً از اسکوپ استفاده شود. دیگر ویژگی‌های این سنگ عبارتند از:
1. مقاومت بالا در برابر ضربه، خش، ساییدگی و حرارت
2. جذب آب ناچیز و در نتیجه لک نشدن
3. ساب پذیری و جلاپذیری بالا
4. قابلیت تحمل وزن بالا

میانگین جهانی درصد ترکیبات شیمیایی سنگ گرانیت بر اساس درصد وزنی که طی ۲۴۸۵ آنالیز به‌دست آمده‌است:

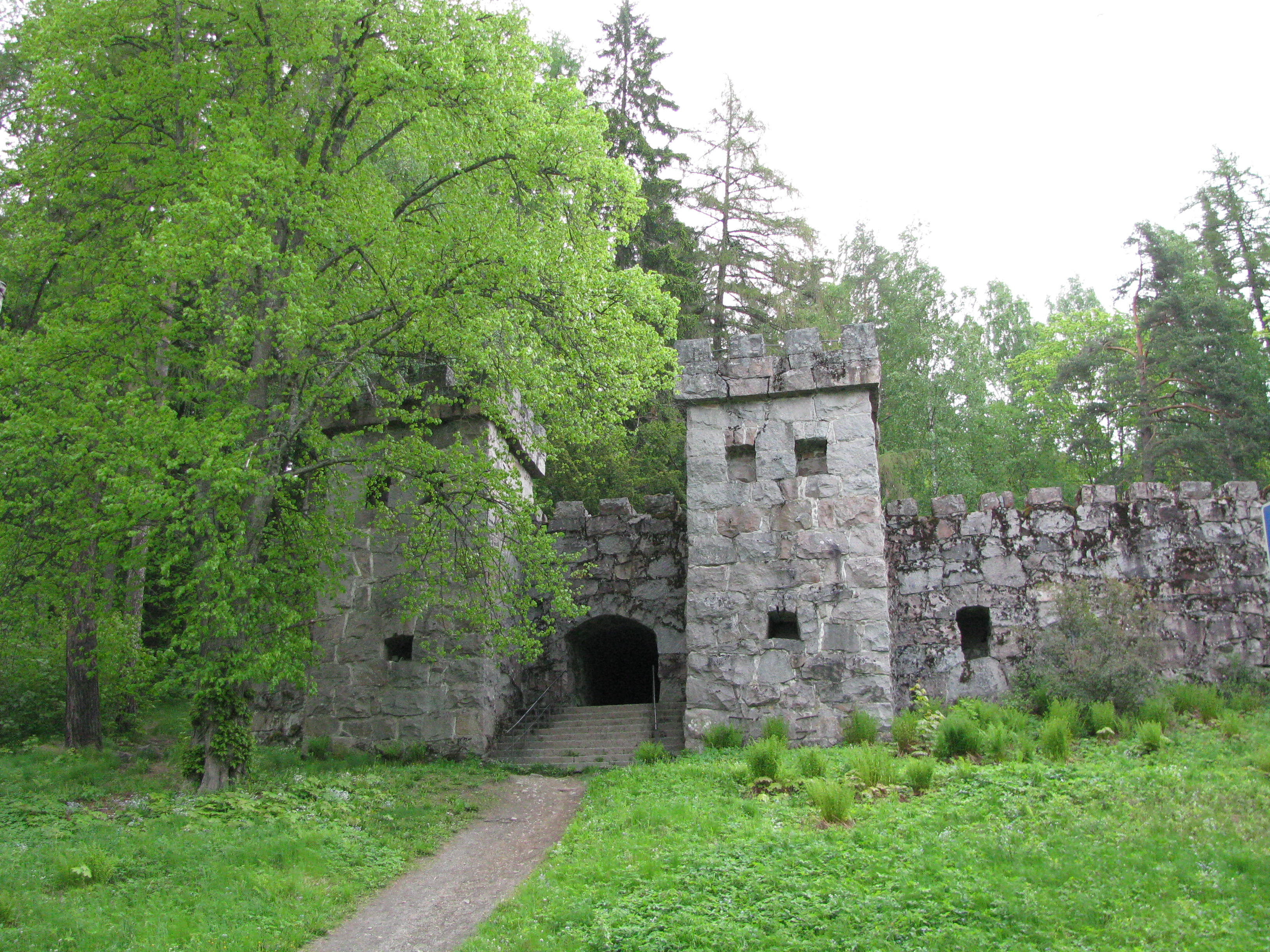
کاربرد سنگ گرانیت در بناهای قدیمی

| SiO2  | 72.04% (silica)  |
| Al2O3 | 14.42% (alumina) |
| K2O   | ۴٫۱۲٪            |
| Na2O  | ۳٫۶۹٪            |
| CaO   | ۱٫۸۲٪            |
| FeO   | ۱٫۶۸٪            |
| Fe2O3 | ۱٫۲۲٪            |
| MgO   | ۰٫۷۱٪            |
| TiO2  | ۰٫۳۰٪            |
| P2O5  | ۰٫۱۲٪            |
| MnO   | ۰٫۰۵٪            |

### کاربردهای سنگ گرانیت
با توجه به ویژگی‌های که از این سنگ بیان شد می‌توان به این نتیجه رسید که سنگ گرانیت بهترین گزینه برای سنگ کف، سنگ پله، سنگ کابینت و کانتر است. اما به عنوان سنگ نمای داخلی و بیرونی نیز مورد استفاده قرار می‌گیرد. به خصوص برای مناطق سردسیر زیرا جذب آب کم سنگ گرانیت از سرمازدگی و ترک برداشتن سنگ در دمای پایین هوا جلوگیری می‌کند.

### فرآوری سنگ گرانیت
کوپ سنگ گرانیت پس از استخراج از معادن به کارخانه‌های سنگبری انتقال داده می‌شود و در آنجا توسط ماشین‌های برش به ابعاد مختلفی برش داده می‌شود؛ لذا از آنجا که گرانیت سنگی سخت و مقاوم است، فرایند برش آن کمی سخت‌تر است و توسط ماشین‌های برش مجهز به الماسه‌های مخصوص و طی چندین مرحله انجام می‌شود. به این ترتیب هزینه فرآوری این سنگ در مقایسه با سنگ‌های آهکی کمی بیشتر است. راجع به پرداخت سطح آن نیز گرانیت از معدود سنگ‌هایی است که تعداد زیادی از انواع روشهای پرداخت مانند صیقلی، تیشه ای، فلیم و.. روی آن قابل اجرا است.